# Mylabris karakalensis
Mylabris karakalensis là một loài bọ cánh cứng trong họ Meloidae. Loài này được Kryzhanovskij miêu tả khoa học năm 1956.